# Endeavor Air
Pour les articles homonymes, voir Pinnacles.
Endeavor Air (Code AITA : 9E ; Code OACI : EDV) est une compagnie aérienne régionale américaine opérant pour Delta Connection, celle-ci opérant pour Delta Air Lines. Elle s'appelait auparavant Pinnacle Airlines. Sa maison mère, Pinnacle Airlines Corporation, tomba en faillite en 2012. Elle fut rachetée par Delta Air Lines la même année. En 2013, elle prit son nouveau nom.

## Flotte
En décembre 2020, Endeavor Air exploite une flotte composée des appareils suivants,:

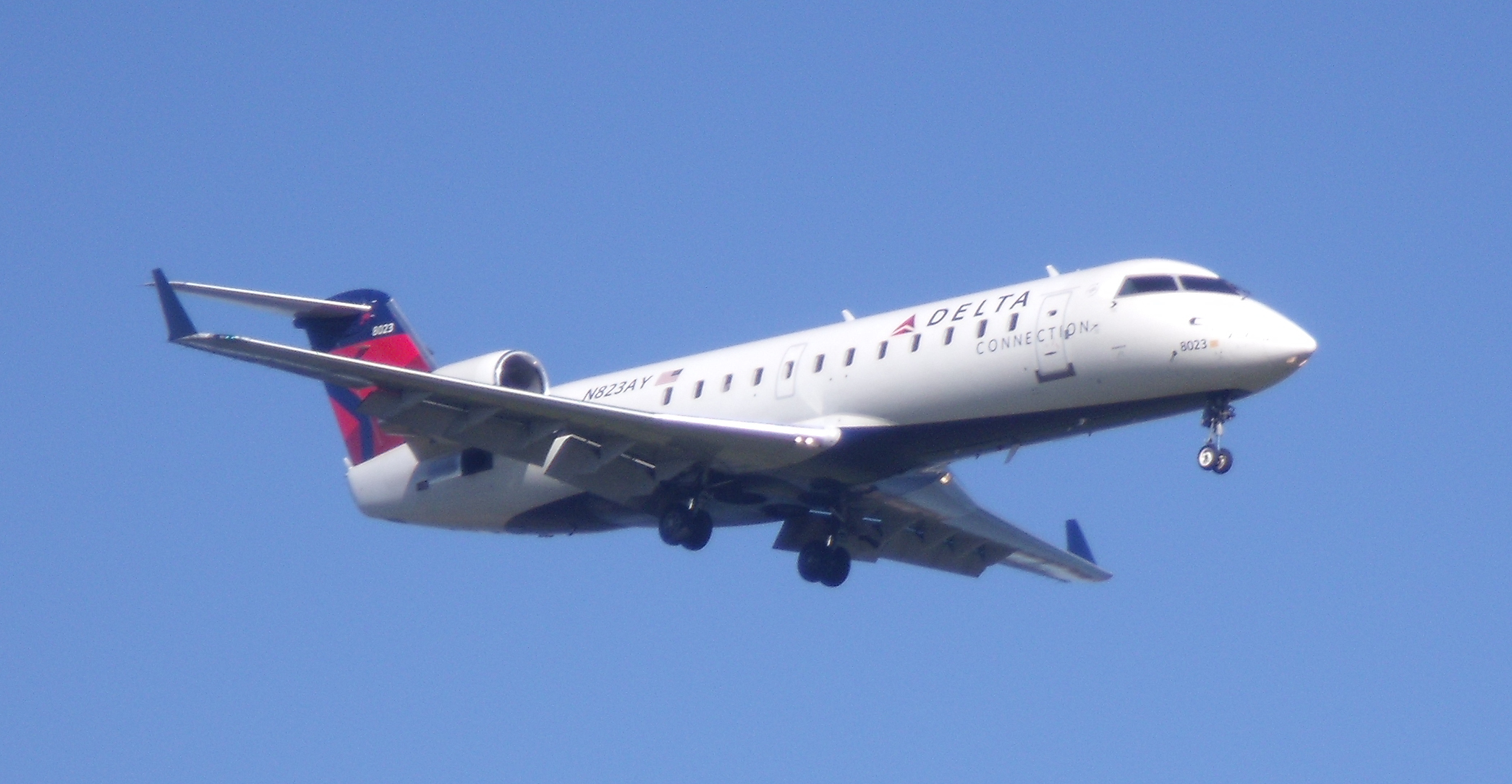
CRJ-200 de Endeavor Air en 2011.

| Avion             | En service | Commandes | Passagers | Passagers | Passagers | Passagers | Livrée           | Remarques                                                   |
| Avion             | En service | Commandes | F         | Y+        | Y         | Total     | Livrée           | Remarques                                                   |
| ----------------- | ---------- | --------- | --------- | --------- | --------- | --------- | ---------------- | ----------------------------------------------------------- |
| Bombardier CRJ200 | 42         | —         | —         | —         | 50        | 50        | Delta Connection |                                                             |
| Bombardier CRJ700 | 14         | 4         | 9         | 16        | 44        | 69        | Delta Connection | Les appareils en commande proviennent d'ExpressJet Airlines |
| Bombardier CRJ900 | 123        | —         | 12        | 20        | 44        | 76        | Delta Connection | Les appareils en commande proviennent d'ExpressJet Airlines |
| Total             | 179        | 4         |           |           |           |           |                  |                                                             |